# Dom Pedrito
Dom Pedrito is een gemeente in de Braziliaanse deelstaat Rio Grande do Sul. De gemeente telt 42.643 inwoners (schatting 2009).

## Aangrenzende gemeenten
De gemeente grenst aan Bagé, Lavras do Sul, Rosário do Sul, Santana do Livramento en São Gabriel.

### Landsgrens
En met als landsgrens aan het departement Rivera met het buurland Uruguay.

## Verkeer en vervoer
De plaats ligt aan de wegen BR-293, RS-630 en RS-634.